# Coup (album)
Coup è l'album di debutto del gruppo The New Regime, un progetto solista del batterista degli Angels & Airwaves, Ilan Rubin, pubblicato su iTunes il 18 novembre 2008.
In questo progetto Ilan registra ogni strumento: basso elettrico, chitarra, batteria, tastiera e voce.

## Tracce
1. The Collapse – 5:14
2. Order Restored – 5:07
3. All These Changes – 4:42
4. Take Control – 3:58
5. Time Erase – 3:01
6. Haunt My Mind – 4:03
7. This War Time – 3:58
8. The Credit "We" Deserve – 4:51
9. Tap Dancing In A Minefield – 4:04
10. Somethings – 3:47